# Östazarbaijan
Östazarbaijan (persiska: استان آذربایجان شرقی , Ostan-e Azarbayjan-e Sharqi; azerbajdzjanska: Şərqi Azərbaycan ostanı, شرقی آذربایجان اوستانی) är en provins (ostan) i nordvästra Iran, i regionen Azarbaijan. Den hade 3 909 652 invånare vid folkräkningen 2016, på en yta av 45 650 km² (2016). Administrativ huvudort är Tabriz. Några andra viktiga städer är Maragheh, Marand, Mianeh, Ahar och Jolfa.

## Geografi
Östazarbaijan gränsar i norr till både Armenien och Azerbajdzjan, inklusive Nachitjevan. Från Julfas stadsgräns finns transportvägar som ger tillgång till Ukraina och Svarta havets hamnar via Nachitjevans, Jerevans och Tbilisis tågspår.

### Klimat
Östra Azerbajdzjans klimat är generellt sett kallt och torrt. Folk brukar resa till provinsen under våren och sommaren.

### Administrativ indelning
Provinsen Östazarbaijan var vid folkräkningen 2016 indelad i 20 delprovinser (shahrestan), i sin tur indelade på ytterligare administrativa nivåer.
- Ahar
- Ajabshir
- Azarshahr
- Bonab
- Bostanabad
- Charavimaq
- Hashtrud
- Heris
- Jolfa
- Kaleybar
- Khoda Afarin
- Malekan
- Maragheh
- Marand
- Mianeh
- Osku
- Sarab
- Shabestar
- Tabriz
- Varzaqan

## Historia och kultur
Azarbaijan, som regionen heter på nutida persiska, har tidigare kallats för Atropatene på mellanpersiska, Azerbadegan eller Azerbajgan i antika persiska böcker, Atrapatakan på armeniska, Azerbayganon i den bysantinska grekiskan, Adhirbayjan på arabiska och Azerbayghan på syriska. Azarbaijans forntida historia är sammanblandad med det mediska folkets historia. Mederna tog successivt över Persiens västra delar, inklusive Azarbaijan. På medernas tid var detta landområde känt som "Lilla Medien".
Tabriz är också ett av Irans äldsta områden, och samlingen av arkeologiska tecken och historiska verk som har förvärvats från dess olika platser indikerar på denna stads forntida historia. Det har hänvisats till namnet Tabriz i den assyriske kungen Sargon II:s inskriptioner från år 714 f. Kr. Under 200–300-talet e.Kr. var staden Tabriz en väldigt känd stad. Tabriz var Irans officiella huvudstad efter mongolerna och Ilkhanatet på jalairidernas och turkmenernas tid och i början på safavidernas regeringstid.
I Qarajadag (Arasbaran), det vill säga regionen mellan floden Aras och bergskedjan Sabalan, finns sex shiamuslimska turkisktalande stammar av kurdiskt ursprung: Chalabianlu, Muhammadkhanlu, Hajialilu, Hassenbeiglu, Husseinkhanlu och Qarachorlu.